# Sergeant Grischa
Sergeant Grischa ist ein US-amerikanisches Filmdrama aus dem Jahr 1930. Das Drehbuch basiert auf dem Roman Der Streit um den Sergeanten Grischa von Arnold Zweig.

## Handlung
Der russische Sergeant Grischa Paprotkin ist Kriegsgefangener der deutschen Armee und ist in einem Lager in Polen untergebracht. In einer Winternacht im Jahr 1917 gelingt ihm die Flucht. Er sucht seine Frau Babka und sein neugeborenes Kind auf. Eine Weile lebt die kleine Familie unbehelligt in Polen. Doch Grischa ist von dem Wunsch erfüllt, nach Russland zurückzukehren. Babka hilft ihm mit der Uniform eines toten Soldaten.
Grischa wird von den Deutschen wieder gefangen genommen. Der Kommandeur der Ostfront, General Schieffenzahn, sieht in dem Gefangenen einen Spion und verurteilt ihn zum Tode. Grischa ist auf seine neue Identität festgelegt. Trotzdem versuchen sein Anwalt Posnanski und sein Neffe Winfried den Hinrichtungsbefehl aufzuheben. Babka erscheint als Hausiererin beim Lager und plant Grischas Flucht. Doch Grischa will nicht fliehen, er will rehabilitiert werden. Er sucht Hilfe bei General von Lychow, der nach einer heftigen Debatte mit Schieffenzahn den Befehl zur Aufhebung der Hinrichtung abschickt. Das Telegramm kommt jedoch nicht an, da ein Sturm die Telegrafenmaste kappt. Grischa bricht zusammen und lässt sich zur Exekution führen.

## Kritik
Mordaunt Hall von der New York Times beschrieb den Film als gescheiterte halbsymbolische Predigt gegen die Macht der Militärkommandeure. Zwar vermittele der Film einen gewissen Eindruck, doch könne er die Gründe für das Geschehen nicht nahebringen.

## Auszeichnungen
Bei der dritten Oscarverleihung 1930 wurde John E. Tribby für den Oscar in der Kategorie Bester Ton nominiert.

## Hintergrund
Die Uraufführung fand am 23. Februar 1930 statt. Der Film gilt heute als verschollen. Für das DDR-Fernsehen verfilmte Helmut Schiermann den Roman 1968 als zweiteiligen Fernsehfilm unter dem Romantitel mit Josef Karlík in der Titelrolle.